# Cosmarium ovale
Cosmarium ovale  là một loài Song tinh tảo trong họ Desmidiaceae, thuộc chi Cosmarium.